# Caraman
Pour les articles homonymes, voir Caraman (homonymie).
Caraman (en occitan : Caramanh) est une commune française du Sud-Ouest de la France, située dans le nord-est du département de la Haute-Garonne, en région d'Occitanie, historiquement en Languedoc. Sur le plan historique et culturel, la commune est dans le Lauragais, l'ancien « Pays de Cocagne », lié à la fois à la culture du pastel et à l’abondance des productions, et de « grenier à blé du Languedoc ».
Exposée à un climat océanique dégradé à influence méditerranéenne, elle est drainée par la Saune, la Seillonne, le Dagour, le ruisseau de Dourdou, le ruisseau de Gouffrense et par divers autres petits cours d'eau.
Caraman est une commune rurale qui compte 2 487 habitants en 2022, après avoir connu une forte hausse de la population depuis 1975. Elle appartient à l'unité urbaine de Caraman et fait partie de l'aire d'attraction de Toulouse. Ses habitants sont appelés les Caramanais ou  Caramanaises.
Le patrimoine architectural de la commune comprend deux  immeubles protégés au titre des monuments historiques : l'hôtel de Malbos, inscrit en 1992, et le château du Croisillat, inscrit en 1995.

## Géographie

### Localisation
La commune de Caraman se trouve dans le département de la Haute-Garonne, en région Occitanie.
Sur le plan historique et culturel, Caraman fait partie du Lauragais, occupant une vaste zone, autour de l’axe central que constitue le canal du Midi, entre les agglomérations de Toulouse au sud-ouest et Carcassonne au sud-est et celles de Castres au nord-est et Pamiers au sud-ouest. C'est l'ancien « Pays de Cocagne », lié à la fois à la culture du pastel et à l’abondance des productions, et de « grenier à blé du Languedoc ».
Elle se situe à 27 km à vol d'oiseau de Toulouse, préfecture du département, et à 21 km de Revel, bureau centralisateur du canton de Revel dont dépend la commune depuis 2015 pour les élections départementales.
La commune est par ailleurs ville-centre du bassin de vie de Caraman.
Les communes les plus proches sont : 
Mascarville (2,7 km), Albiac (3,1 km), La Salvetat-Lauragais (3,4 km), Maureville (4,6 km), Ségreville (4,6 km), Prunet (4,8 km), Loubens-Lauragais (5,4 km), Cambiac (5,4 km).

### Communes limitrophes
Caraman est limitrophe de douze autres communes.
| Lanta                  | Prunet    | Mascarville, Albiac                          |
| Aurin, Maureville      | Caraman   | La Salvetat-Lauragais, Auriac-sur-Vendinelle |
| Caragoudes, Ségreville | Beauville | Cambiac                                      |

### Géologie et relief
La superficie de la commune est de 3 019 hectares ; son altitude varie de 175  à   294 mètres.

### Hydrographie

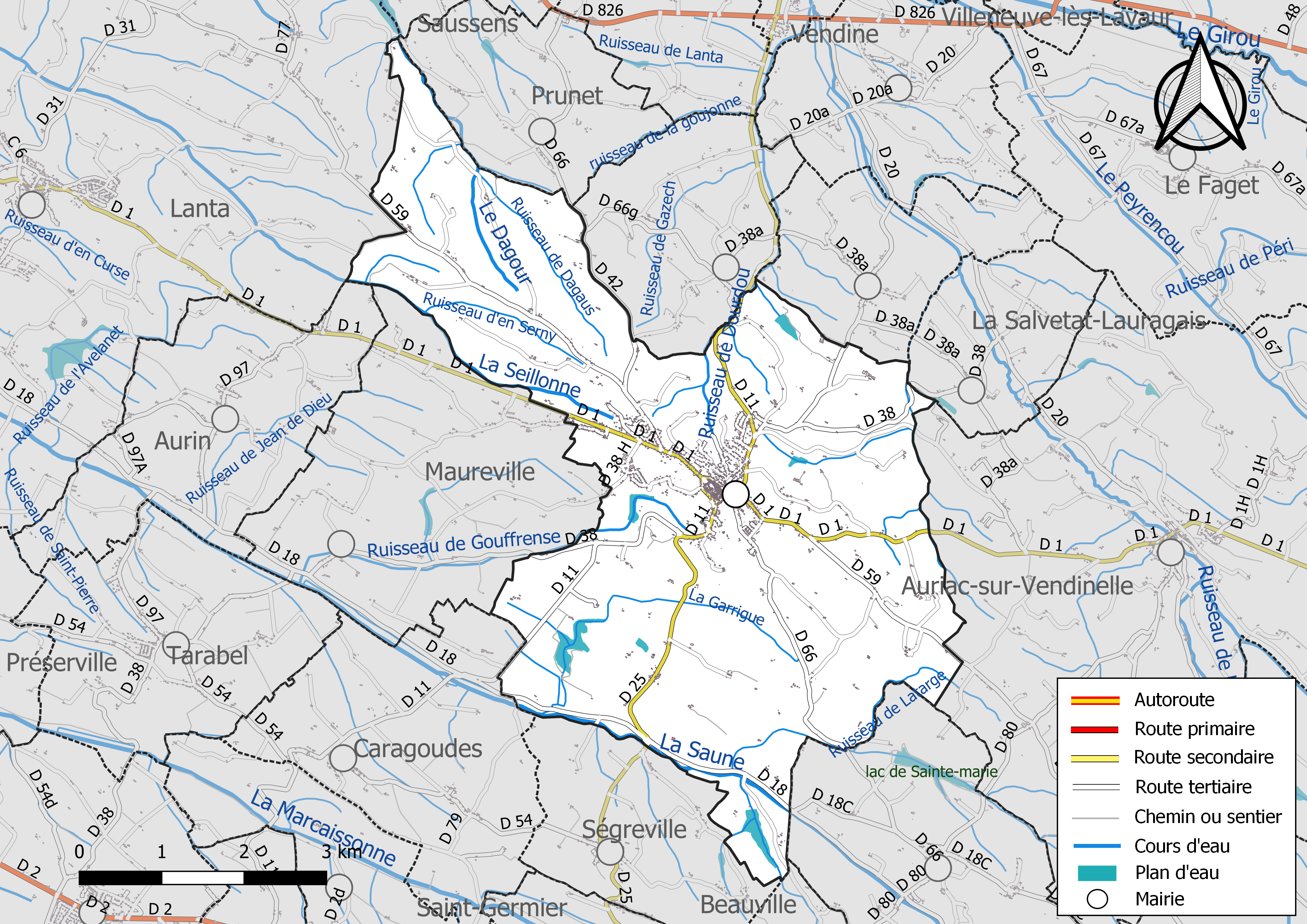
Réseaux hydrographique et routier de Caraman.

La commune est dans le bassin de la Garonne, au sein du bassin hydrographique Adour-Garonne. Elle est drainée par la Saune, la Seillonne, le Dagour, le ruisseau de Dourdou, le ruisseau de Gouffrense, la Garrigue, le ruisseau de Borde, le ruisseau de Dagaus, le ruisseau de Fillandres, le ruisseau de Latarge, le ruisseau d'en Danis, le ruisseau d'en Serny et par divers petits cours d'eau, constituant un réseau hydrographique de 40 km de longueur totale,.
La Saune, d'une longueur totale de 31,8 km, prend sa source dans la commune de Vaux et s'écoule vers le sud-est. Elle traverse la commune et se jette dans l'Hers-Mort à Toulouse, après avoir traversé 18 communes.
La Seillonne, d'une longueur totale de 24,1 km, prend sa source dans la commune et s'écoule du sud-est vers le nord-ouest. Elle traverse la commune et se jette dans la Sausse à L'Union, après avoir traversé 11 communes.
Le Dagour, d'une longueur totale de 10,2 km, prend sa source dans la commune et s'écoule du sud-est vers le nord-ouest. Il traverse la commune et se jette dans Le Girou à Verfeil, après avoir traversé 6 communes.

### Climat
Pour des articles plus généraux, voir Climat de l'Occitanie et Climat de la Haute-Garonne.
En 2010, le climat de la commune est de type climat du Bassin du Sud-Ouest, selon une étude s'appuyant sur une série de données couvrant la période 1971-2000. En 2020, Météo-France publie une typologie des climats de la France métropolitaine dans laquelle la commune est exposée à un climat océanique altéré et est dans la région climatique Aquitaine, Gascogne, caractérisée par une pluviométrie abondante au printemps, modérée en automne, un faible ensoleillement au printemps, un été chaud (19,5 °C), des vents faibles, des brouillards fréquents en automne et en hiver et des orages fréquents en été (15 à 20 jours).
Pour la période 1971-2000, la température annuelle moyenne est de 12,8 °C, avec une amplitude thermique annuelle de 15,5 °C. Le cumul annuel moyen de précipitations est de 829 mm, avec 10,6 jours de précipitations en janvier et 5,4 jours en juillet. Pour la période 1991-2020, la température moyenne annuelle observée sur la station météorologique la plus proche, située sur la commune de Ségreville à 5 km à vol d'oiseau, est de 13,4 °C et le cumul annuel moyen de précipitations est de 747,6 mm,. Pour l'avenir, les paramètres climatiques de la commune estimés pour 2050 selon différents scénarios d'émission de gaz à effet de serre sont consultables sur un site dédié publié par Météo-France en novembre 2022.

### Milieux naturels et biodiversité
Aucun espace naturel présentant un intérêt patrimonial n'est recensé sur la commune dans l'inventaire national du patrimoine naturel,,.

## Urbanisme

### Typologie
Au 1er janvier 2024, Caraman est catégorisée bourg rural, selon la nouvelle grille communale de densité à sept niveaux définie par l'Insee en 2022.
Elle appartient à l'unité urbaine de Caraman, une unité urbaine monocommunale constituant une ville isolée,. Par ailleurs la commune fait partie de l'aire d'attraction de Toulouse, dont elle est une commune de la couronne,. Cette aire, qui regroupe 527 communes, est catégorisée dans les aires de 700 000 habitants ou plus (hors Paris),.

### Occupation des sols
L'occupation des sols de la commune, telle qu'elle ressort de la base de données européenne d’occupation biophysique des sols Corine Land Cover (CLC), est marquée par l'importance des territoires agricoles (95,6 % en 2018), en diminution par rapport à 1990 (97,5 %). La répartition détaillée en 2018 est la suivante : 
terres arables (83,9 %), zones agricoles hétérogènes (11,7 %), zones urbanisées (4 %), forêts (0,4 %). L'évolution de l’occupation des sols de la commune et de ses infrastructures peut être observée sur les différentes représentations cartographiques du territoire : la carte de Cassini (XVIIIe siècle), la carte d'état-major (1820-1866) et les cartes ou photos aériennes de l'IGN pour la période actuelle (1950 à aujourd'hui).

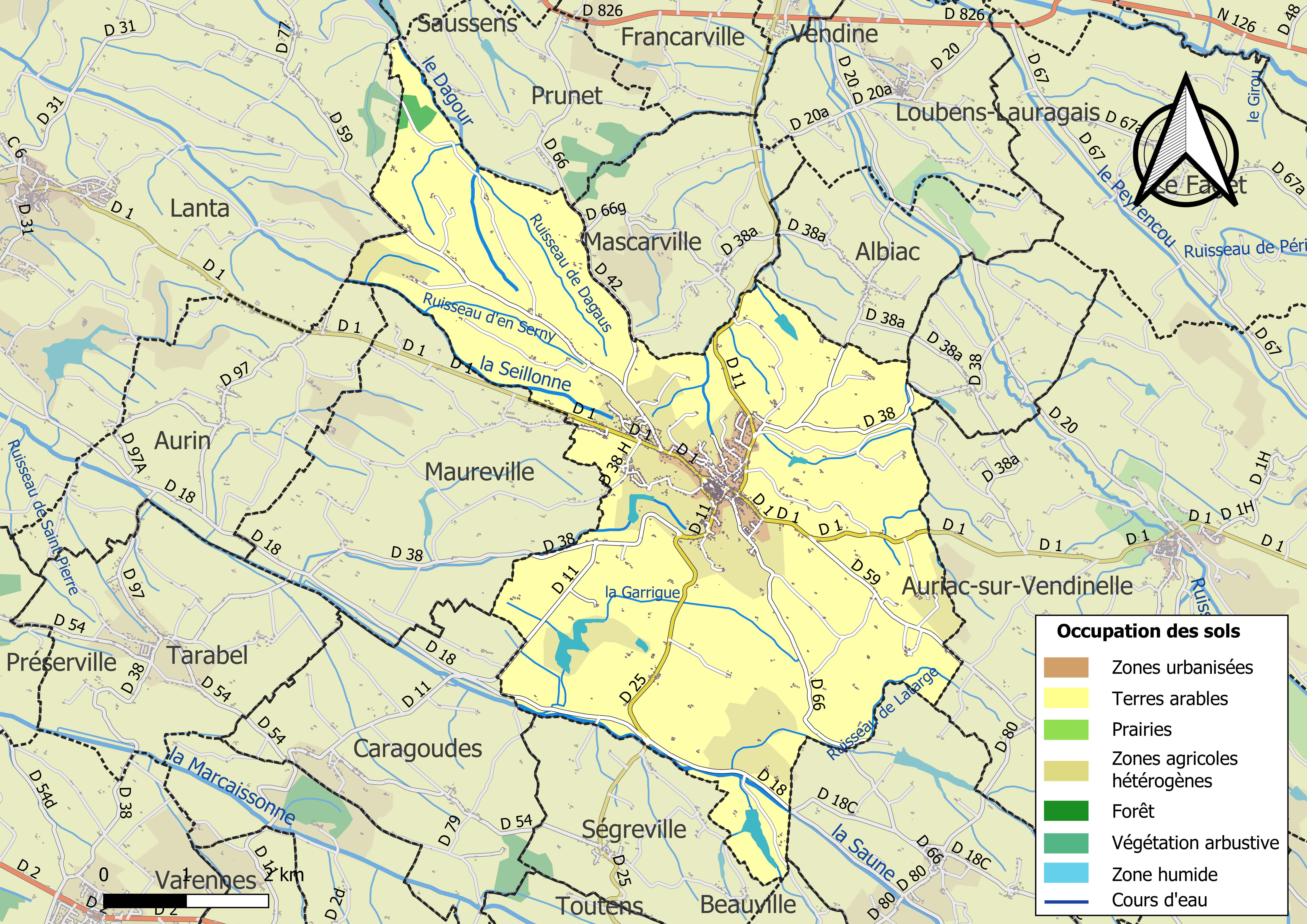
Carte des infrastructures et de l'occupation des sols de la commune en 2018 (CLC).

### Voies de communication et transports
La commune est desservie par la ligne 356 du réseau liO Arc-en-Ciel en direction de l'agglomération toulousaine et de la gare routière de Toulouse.
Caraman se trouve sur la route départementale 1 et est accessible par l'autoroute des Deux Mers (A61), sortie  20.

### Risques majeurs
Le territoire de la commune de Caraman est vulnérable à différents aléas naturels : météorologiques (tempête, orage, neige, grand froid, canicule ou sécheresse), inondations et séisme (sismicité très faible). Un site publié par le BRGM permet d'évaluer simplement et rapidement les risques d'un bien localisé soit par son adresse soit par le numéro de sa parcelle.
Certaines parties du territoire communal sont susceptibles d’être affectées par le risque d’inondation par débordement de cours d'eau, notamment la Seillonne et le Dagour. La commune a été reconnue en état de catastrophe naturelle au titre des dommages causés par les inondations et coulées de boue survenues en 1982, 1992, 1993, 1996, 1999 et 2009,.

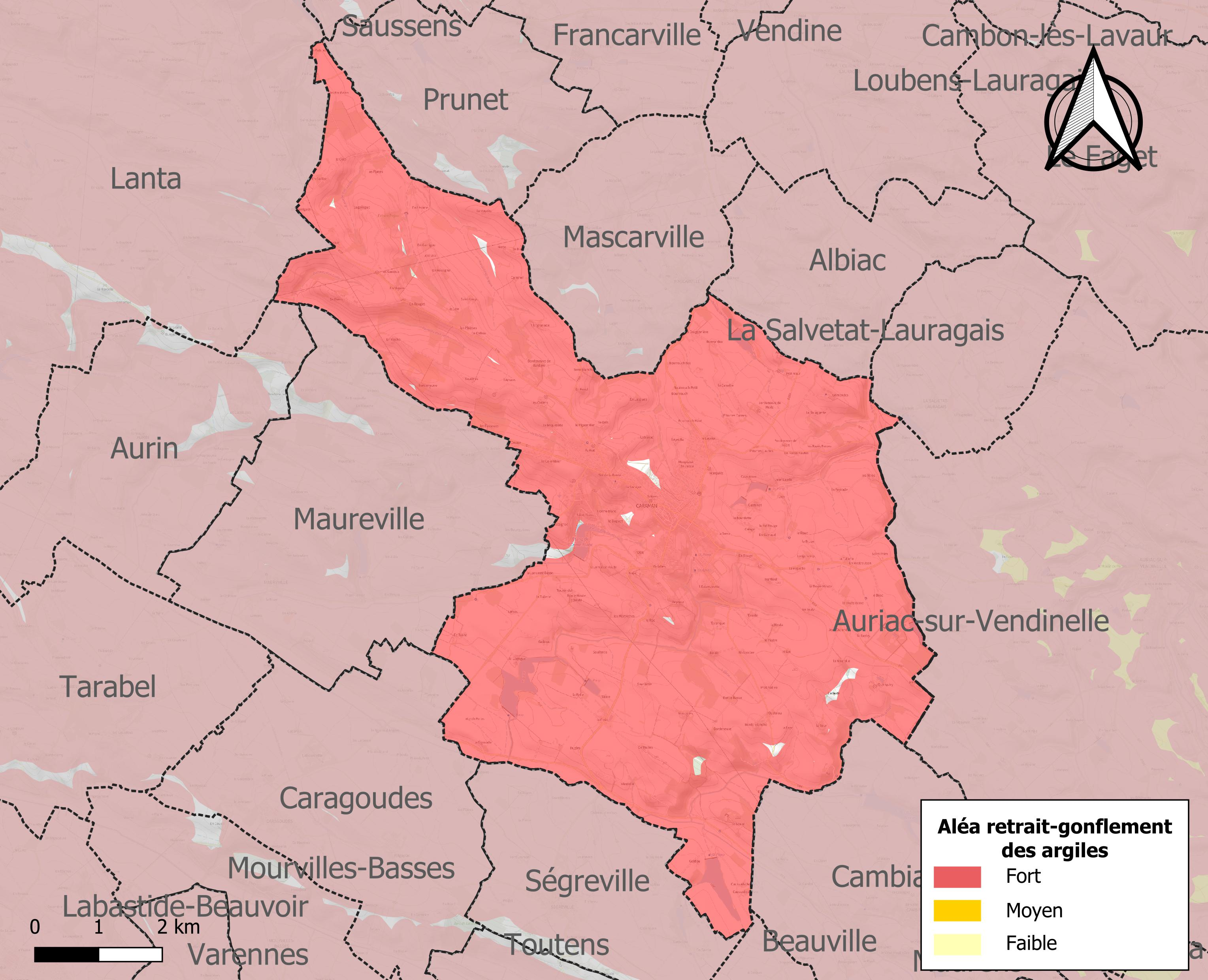
Carte des zones d'aléa retrait-gonflement des sols argileux de Caraman.

Le retrait-gonflement des sols argileux est susceptible d'engendrer des dommages importants aux bâtiments en cas d’alternance de périodes de sécheresse et de pluie. 99,3 % de la superficie communale est en aléa moyen ou fort (88,8 % au niveau départemental et 48,5 % au niveau national). Sur les 1 018 bâtiments dénombrés sur la commune en 2019, 1 008 sont en aléa moyen ou fort, soit 99 %, à comparer aux 98 % au niveau départemental et 54 % au niveau national. Une cartographie de l'exposition du territoire national au retrait gonflement des sols argileux est disponible sur le site du BRGM,.
Par ailleurs, afin de mieux appréhender le risque d’affaissement de terrain, l'inventaire national des cavités souterraines permet de localiser celles situées sur la commune.
Concernant les mouvements de terrains, la commune a été reconnue en état de catastrophe naturelle au titre des dommages causés par la sécheresse en 2002, 2003, 2011, 2012 et 2016 et par des mouvements de terrain en 1999.

## Toponymie
Cara signifie la face ou le visage tandis que man signifie main. Le visage et la main sont présents sur le blason de Caraman.

## Histoire
Les vestiges d'une dizaine de villas datant du Ier siècle av. J.-C. attestent de la présence des Romains à cet endroit.
En 1005, il est attesté que les seigneurs Donat de Caraman contrôlent le territoire dont fait partie Caraman, et ce jusqu'aux murs de Toulouse. L'importance des lieux grandit grâce aux revenus tirés des droits de péage prélevés sur la route du sel reliant Béziers à Toulouse et la spiritualité s'y ancre: des figures phares de l'époque vinrent y prêcher, Bernard de Clairvaux en 1147, et Dominique de Guzmán en 1206 alors que s'y installe l'hérésie cathare. Raymond VII de Toulouse qui soutient l'hérésie, achète en 1246 une moitié du château de Caraman. Le bourg devient chef-lieu de bailli, donc partie du domaine royal à partir de 1271.
On le retrouve érigé en vicomté de la famille de Lautrec puis de la famille Duèze, Charles VIII l'érige en comté pour Jean de Foix-Carmaing (†1511), 1er comte de Carmaing, en 1483. C'est de 1460 à 1562 que Caraman connaît l'âge d'or du pastel qui fait la fortune du Lauragais. La ville devient capitale du pays de cocagne (la cocagne désigant les boules de pastel séchées pour le transport).
En 1568, subissant les guerres de Religion, Caraman est incendiée par les Réformés qui prennent la ville en 1570, puis détruite par Henri de Navarre en 1579. Reprise par les troupes de Louis XIII en 1622, le comté est vendu en 1670 au créateur du canal du Midi, Pierre-Paul Riquet. Son temple fut détruit en 1682 sur ordre de Louis XIV.
En août 1799, les royalistes s’en emparent dans leur tentative de prendre Toulouse.

### Héraldique
| Blason de Caraman | Blason  | Coupé : au 1er d'or au visage de carnation, au 2e d'azur à la main dextre appaumée d'argent posée en pal. |
| Blason de Caraman | Détails | Le statut officiel du blason reste à déterminer.                                                          |

## Politique et administration

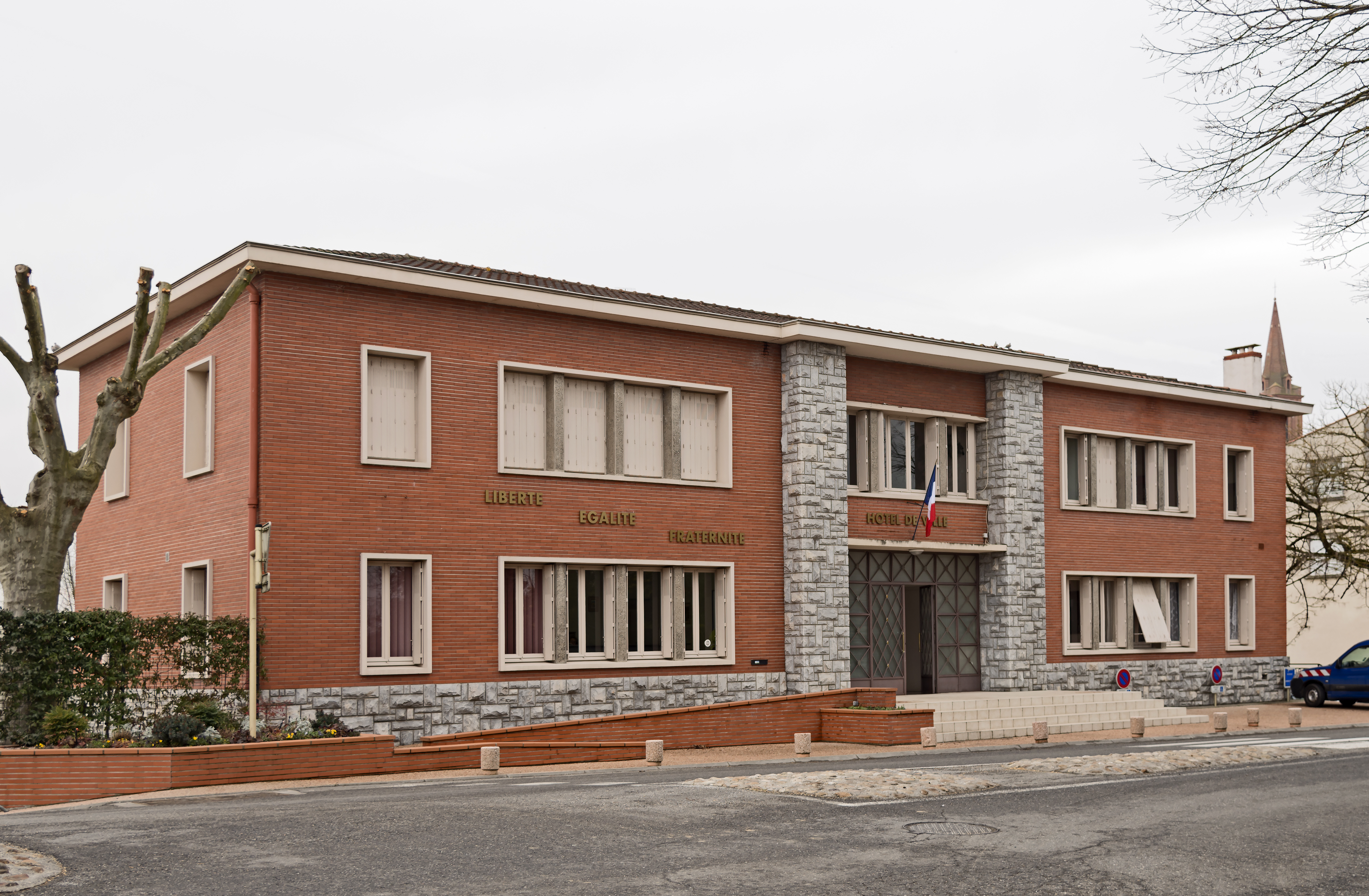
L'hôtel de ville.

### Administration municipale
Le nombre d'habitants au recensement de 2017 étant compris entre 1 500 habitants et 2 499 habitants, le nombre de membres du conseil municipal pour l'élection de 2020 est de dix neuf,.

### Rattachements administratifs et électoraux
Commune faisait partie de la septième circonscription de la Haute-Garonne jusqu'en 2012 puis de la dixième circonscription de la Haute-Garonne ainsi que de la communauté de communes des Terres du Lauragais et du canton de Revel (avant le redécoupage départemental de 2014, Caraman était le chef-lieu de l'ex-canton de Caraman et avant le 1er janvier 2017, elle faisait partie de la communauté de communes Cœur Lauragais).

### Liste des maires
Benoist Couliou, premier adjoint au maire, assure l'intérim de mai à juillet 2024.

### Tendances politiques et résultats

#### Présidentielle
En 1995, au premier tour Lionel Jospin arrive en tête avec 40,45 % des suffrages, arrive ensuite Jacques Chirac (16,22 %), Edouard Balladur (14,72 %), Jean-Marie Le Pen (10,88 %), Robert Hue (5,97 %) et Arlette Laguiller (4,95 %), aucun candidat ne dépasse ensuite les 4 %. Au second tour, contrairement au vote national, Lionel Jospin arrive en tête avec 61,16 % des suffrages contre 38,84 % pour Jacques Chirac.
En 2002, au premier tour Lionel Jospin arrive en première position avec 23,90 % des votes, en seconde position c'est Jean-Marie Le Pen avec 17,59 % puis Jacques Chirac 14,5% et Jean-Pierre Chevenement 16,18% en 3e position, Arlette Laguiller 7,30 % et Jean Saint-Josse 5,64 %. Au second tour, Jacques Chirac obtient 81,46 % et Jean-Marie le Pen 18,54 %
En 2007, au premier tour Ségolène Royal obtient 30,84 % des votes, Nicolas Sarkozy obtient lui 27,73 %, François Bayrou 17,87 % et Jean-Marie Le Pen 9,86 %. Au second tour, Ségolène Royal obtient 53,32 % des suffrages, Nicolas Sarkozy 46,68 %.
En 2012, au premier tour François Hollande obtient 34,44 %, Nicolas Sarkozy 23,12 %, Jean-Luc Mélenchon 15,91 %, Marine Le Pen 10,91 %. Au second tour, François Hollande obtient 62,54 % et Nicolas Sarkozy 37,46 %.
En 2017, au premier tour Marine Le Pen arrive en tête avec 23,79 %, Emmanuel Macron arrive deuxième avec 22,6 %, Jean-Luc Mélenchon arrive en 3e position avec 21,85 %, puis François Fillon avec 14,65 %, Benoît Hamon avec 6,57 % et Nicolas Dupont-Aignan avec 4,7 %. Au second tour, c'est Emmanuel Macron qui l'emporte avec 60,21 % des suffrages contre 39,79 % pour Marine Le Pen.

#### Législatives
En 2002, Patrick Lemasle (PS) obtient 35,43 % des votes, Jean-Pierre Bastiani (UMP) quant à lui en obtient 34,63 %, tandis que la candidate du FN  Françoise Moreau obtient 11,34 %. Au second tour, Patrick Lemasle est vainqueur avec 53,32 %. contre 46,68 % pour Jean-Pierre Bastiani.
En 2007, Patrick Lemasle (PS) obtient 35,97 % des votes, Jean-Pierre Bastiani (UMP) quant à lui en obtient 34,61 %. Éric Gautier le candidat du MoDem 7,06 %, tandis que le candidat FN Armand Delamare obtient 4,59 %. Au second tour, Patrick Lemasle et Jean-Pierre Bastiani sont à égalité parfaite avec vainqueur 46,42 %.
En 2012, au premier tour Gilbert Hébrard (DVG) obtient 46,74 % des votes, en seconde position  Dominique Faure (PR-UMP) 20,53 %, tandis que Kader Arif (PS) n'obtient que 11,02 %, Marie Lopau du Front national obtient 10,06 % des votes et Christian Picquet du Front de Gauche 4,1 %. Au second tour, Dominique Faure est vainqueur avec 51,33 % contre 48,67 % pour Kader Arif
En 2017, c'est Sébastien Nadot (MUP) qui arrive en tête avec 34,99 %, suivi de Matthieu Lachuries pour le FN avec 14,78 %, Monique Fabre pour la France insoumise avec 10,92 %, et Dominique Faure (UDI) avec 10,96 %, Arnaud Lafon (LR) avec 8,74 %, vient ensuite le député sortant Kader Arif (PS) avec 5,34 %.
Au second tour, Sébastien Nadot est élu, il obtient 55,4 % contre 44,6 % pour Monique Fabre.

## Population et société

### Démographie
L'évolution du nombre d'habitants est connue à travers les recensements de la population effectués dans la commune depuis 1793. Pour les communes de moins de 10 000 habitants, une enquête de recensement portant sur toute la population est réalisée tous les cinq ans, les populations de référence des années intermédiaires étant quant à elles estimées par interpolation ou extrapolation. Pour la commune, le premier recensement exhaustif entrant dans le cadre du nouveau dispositif a été réalisé en 2006.

En 2022, la commune comptait 2 487 habitants, en évolution de −0,12 % par rapport à 2016 (Haute-Garonne : +8,02 %, France hors Mayotte : +2,11 %).
| 1793  | 1800  | 1806  | 1821  | 1831  | 1836  | 1841  | 1846  | 1851  |
| ----- | ----- | ----- | ----- | ----- | ----- | ----- | ----- | ----- |
| 2 296 | 2 369 | 2 278 | 2 389 | 2 280 | 2 532 | 2 572 | 2 708 | 2 645 |

| 1856  | 1861  | 1866  | 1872  | 1876  | 1881  | 1886  | 1891  | 1896  |
| ----- | ----- | ----- | ----- | ----- | ----- | ----- | ----- | ----- |
| 2 550 | 2 577 | 2 277 | 2 303 | 2 183 | 1 995 | 1 960 | 1 913 | 1 818 |

| 1901  | 1906  | 1911  | 1921  | 1926  | 1931  | 1936  | 1946  | 1954  |
| ----- | ----- | ----- | ----- | ----- | ----- | ----- | ----- | ----- |
| 1 768 | 1 697 | 1 727 | 1 508 | 1 573 | 1 539 | 1 543 | 1 395 | 1 426 |

| 1962  | 1968  | 1975  | 1982  | 1990  | 1999  | 2006  | 2011  | 2016  |
| ----- | ----- | ----- | ----- | ----- | ----- | ----- | ----- | ----- |
| 1 528 | 1 717 | 1 621 | 1 642 | 1 765 | 1 944 | 2 230 | 2 352 | 2 490 |

| 2021  | 2022  | - | - | - | - | - | - | - |
| ----- | ----- | - | - | - | - | - | - | - |
| 2 506 | 2 487 | - | - | - | - | - | - | - |

| selon la population municipale des années : | 1968 | 1975 | 1982 | 1990 | 1999 | 2006 | 2009 | 2013 |
| Rang de la commune dans le département      | 43   | 57   | 70   | 80   | 80   | 86   | 87   | 90   |
| Nombre de communes du département           | 592  | 582  | 586  | 588  | 588  | 588  | 589  | 589  |

### Enseignement
Caraman est située dans l'académie de Toulouse.
Caraman possède : une crèche « Le jardin des malices », une école maternelle du Petit Bois, une école élémentaire Pierre-Paul-Riquet et un collège François-Mitterrand.

### Manifestations culturelles et festivités

#### Les Fêtes de Caraman
Chaque année, les fêtes de Caraman se déroulent autour du weekeed du 15 Aout durant 5 jours.
De nombreuses animations sont proposées (Feux d'artifice, concerts, bandas, courses landaises, manèges, ...)

#### Salon Caramanga
Né en 2016, Salon Caramanga est le premier salon geek du Lauragais, réunissant au mois de mars des passionnés de manga, bande dessinée, Comics, cosplay et jeux vidéos. Il est organisé par l'association Caramanga et propose durant deux jours de nombreux stands et animations.
Chaque année, de nombreuses personnalités sont invités au salon comme : Brigitte Lecordier, Philippe Ariotti, Lilly Caruso, Patrick Borg et Yohan Borg.

#### Spectacles et Théâtres
Le centre culturel Antoine-de-Saint-Exupéry accueille chaque mois des représentations théâtrale, comique, mais aussi des cabarets.
De nombreuses personnalités se sont présentées sur la scène caramanaise comme Olivier de Benoist, Gérémy Crédeville, Anne Roumanoff, Vincent Moscato, Laura Laune, Elodie Poux, Jean-Pierre Castaldi, Nadau et bien d'autres.

#### Activité musicale
école de musique (solfège inclus) et une chorale.

#### Marché
Marché du village tous les jeudis matin, et l'hiver un marché de Noël est ouvert.

### Santé
Caraman possède plusieurs cabinets médicaux et paramédicaux, ainsi que plusieurs pharmacies.

### Sports

#### Rugby
Crée en 1969, la Jeunesse sportive caramanaise (JSC) évolue en Régionale 1 depuis la saison 2023/2024.
La JSC est affiliée à la Fédération française de rugby.
Le club possède deux équipes séniors composées de 60 licenciés et une école de rugby en entente avec le Football Club villefranchois et Villenouvelle.
Le 26/06/2022, la JSC est entrée dans la cour des grands d'ovalie en décrochant au Stade de l'Aiguille de Limoux devant 3000 personnes le titre suprême de Champion de France de 2e série face à Millas.
Lors de la saison 2021/2022, Les joueurs de la Jeunesse sportive caramanaise (90% des joueurs issus du canton de Caraman) ont signé un triplé historique en décrochant trois titres majeurs de 2e série (Champion du Terroir de Haute-Garonne, Champion d'Occitanie et Champion de France de 2e série).

#### Basket-ball

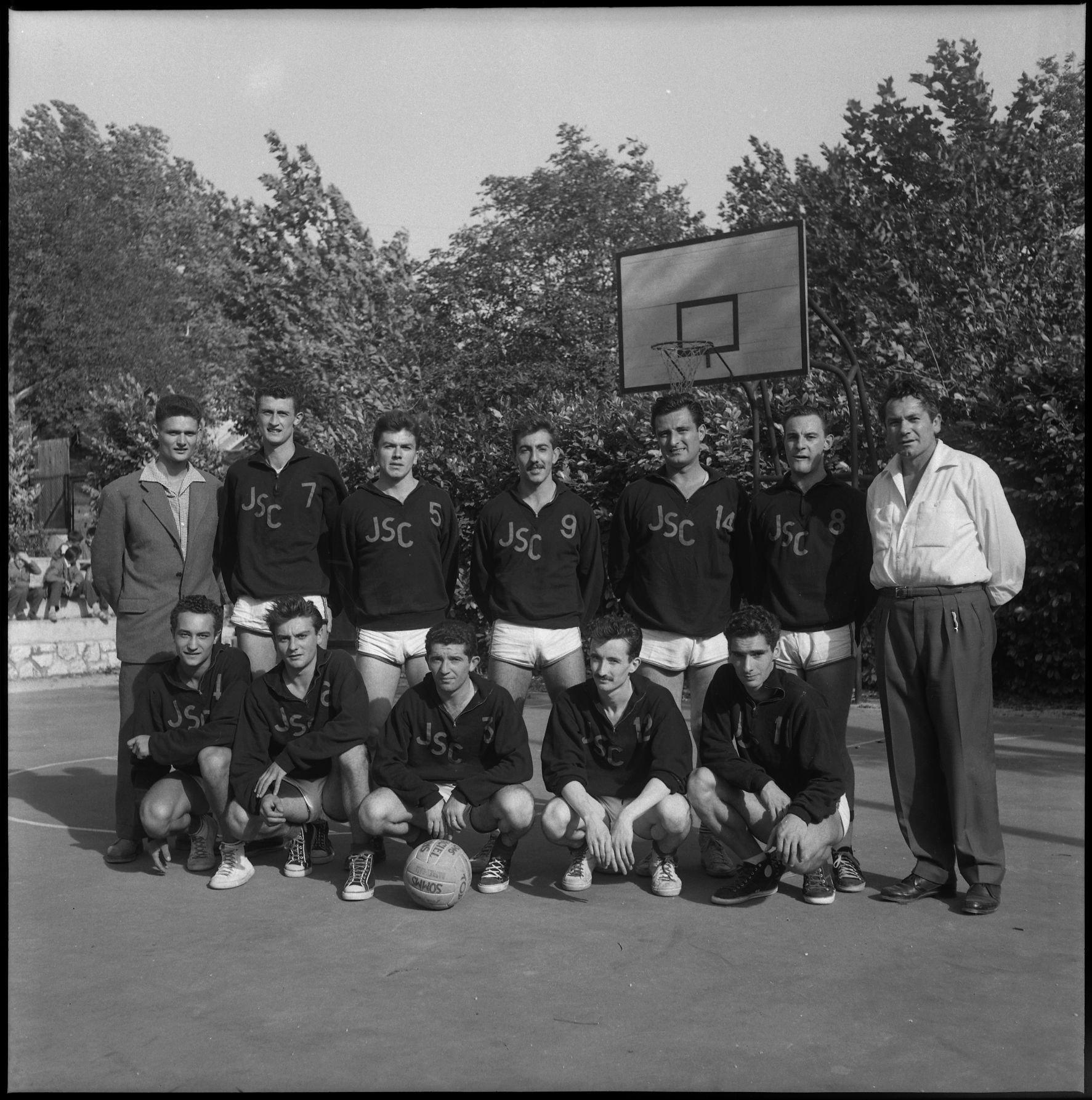
Équipe de Caraman de basket en 1956.

Le Caraman Basket Club, a par le passé (entre 1952 et 1958), évolué durant cinq ans en première division du championnat de France masculin de basket-ball comptant dans ses rangs plusieurs internationaux français dont Louis Bertorelle. Aujourd’hui l'Equipe senior masculine 1 évoluant en Régionale 1 après une rétrogradation en Pré-Nationale.
L'équipe senior féminine 1 quant à elle évolue toujours en Pré-Nationale pour la saison 2017-2018. Par le passé (entre 1952 et 1958), la Jeunesse sportive caramanaise a évolué durant cinq ans en première division du championnat de France masculin de basket-ball comptant dans ses rangs plusieurs internationaux français dont Louis Bertorelle.

#### Autres associations sportives
- Tennis : Caraman Tennis Club créé en 1972 ;
- karaté : Karate Club Caramanais (karaté et karaté contact) ;
- Boxe : Savate Caramanaise ;
- Gymnastique : Les Zebulons - Club de Gymnastique ;
- volley-ball ;
- pêche à la ligne, Chasse, randonnée, danse, de hip-hop, La Boule Caramanaise - pétanque, …

### Écologie et recyclage
La collecte et le traitement des déchets des ménages et des déchets assimilés ainsi que la protection et la mise en valeur de l'environnement se font dans le cadre de la communauté de communes Cœur Lauragais.

## Économie

### Revenus
En 2018  (données Insee publiées en septembre 2021), la commune compte 1 074 ménages fiscaux, regroupant 2 588 personnes. La médiane du revenu disponible par unité de consommation est de 22 410 € (23 140 € dans le département). 48 % des ménages fiscaux sont imposés (55,3 % dans le département).

### Emploi
|                | 2008  | 2013  | 2018  |
| -------------- | ----- | ----- | ----- |
| Commune        | 6,4 % | 5,8 % | 7,4 % |
| Département    | 7,7 % | 9,6 % | 9,3 % |
| France entière | 8,3 % | 10 %  | 10 %  |

En 2018, la population âgée de 15 à 64 ans s'élève à 1 559 personnes, parmi lesquelles on compte 79,8 % d'actifs (72,4 % ayant un emploi et 7,4 % de chômeurs) et 20,2 % d'inactifs,. Depuis 2008, le taux de chômage communal (au sens du recensement) des 15-64 ans est inférieur à celui de la France et du département.
La commune fait partie de la couronne de l'aire d'attraction de Toulouse, du fait qu'au moins 15 % des actifs travaillent dans le pôle,. Elle compte 743 emplois en 2018, contre 690 en 2013 et 710 en 2008. Le nombre d'actifs ayant un emploi résidant dans la commune est de 1 151, soit un indicateur de concentration d'emploi de 64,6 % et un taux d'activité parmi les 15 ans ou plus de 63,6 %.
Sur ces 1 151 actifs de 15 ans ou plus ayant un emploi, 300 travaillent dans la commune, soit 26 % des habitants. Pour se rendre au travail, 86,7 % des habitants utilisent un véhicule personnel ou de fonction à quatre roues, 3 % les transports en commun, 6,5 % s'y rendent en deux-roues, à vélo ou à pied et 3,8 % n'ont pas besoin de transport (travail au domicile).

### Activités hors agriculture

#### Secteurs d'activités
251 établissements sont implantés  à Caraman au 31 décembre 2019. Le tableau ci-dessous en détaille le nombre par secteur d'activité et compare les ratios avec ceux du département,.
| Secteur d'activité                                                                                        | Commune | Commune | Département |
| Secteur d'activité                                                                                        | Nombre  | %       | %           |
| --- | ------- | ------- | ----------- |
| Ensemble                                                                                                  | 251     | 100 %   | (100 %)     |
| Industrie manufacturière, industries extractives et autres                                                | 16      | 6,4 %   | (5,7 %)     |
| Construction                                                                                              | 35      | 13,9 %  | (12 %)      |
| Commerce de gros et de détail, transports, hébergement et restauration                                    | 58      | 23,1 %  | (25,9 %)    |
| Information et communication                                                                              | 12      | 4,8 %   | (4,1 %)     |
| Activités financières et d'assurance                                                                      | 7       | 2,8 %   | (3,8 %)     |
| Activités immobilières                                                                                    | 13      | 5,2 %   | (4,2 %)     |
| Activités spécialisées, scientifiques et techniques et activités de services administratifs et de soutien | 39      | 15,5 %  | (19,8 %)    |
| Administration publique, enseignement, santé humaine et action sociale                                    | 49      | 19,5 %  | (16,6 %)    |
| Autres activités de services                                                                              | 22      | 8,8 %   | (7,9 %)     |

Le secteur du commerce de gros et de détail, des transports, de l'hébergement et de la restauration est prépondérant sur la commune puisqu'il représente 23,1 % du nombre total d'établissements de la commune (58 sur les 251 entreprises implantées  à Caraman), contre 25,9 % au niveau départemental.

#### Entreprises et commerces
Les cinq entreprises ayant leur siège social sur le territoire communal qui génèrent le plus de chiffre d'affaires en 2020 sont : 
- Igrec, activités des agences de recouvrement de factures et des sociétés d'information financière sur la clientèle (3 513 k€)
- SARL Ambulances Du Lauragais, ambulances (1 390 k€)
- Salvy, fabrication de meubles de cuisine (587 k€)
- Toulouvin, commerce de détail de boissons en magasin spécialisé (566 k€)
- GPA, travaux d'installation électrique dans tous locaux (235 k€)

L'agriculture basée sur la culture de céréales (tournesol, blé…) y tient une place importante.
Le commerces et artisans y sont bien représentés : garagistes, fleuriste, supermarchés, restaurants, etc., ainsi que de nombreux corps de métiers.

### Agriculture
La commune est dans le Lauragais, une petite région agricole occupant le nord-est du département de la Haute-Garonne, dont les coteaux portent des grandes cultures en sec avec une dominante blé dur et tournesol. En 2020, l'orientation technico-économique de l'agriculture  sur la commune est la culture de céréales et/ou d'oléoprotéagineuses.
|               | 1988  | 2000  | 2010  | 2020  |
| ------------- | ----- | ----- | ----- | ----- |
| Exploitations | 65    | 39    | 42    | 30    |
| SAU (ha)      | 2 333 | 2 599 | 2 707 | 2 299 |

Le nombre d'exploitations agricoles en activité et ayant leur siège dans la commune est passé de 65 lors du recensement agricole de 1988  à 39 en 2000 puis à 42 en 2010 et enfin à 30 en 2020, soit une baisse de 54 % en 32 ans. Le même mouvement est observé à l'échelle du département qui a perdu pendant cette période 57 % de ses exploitations,. La surface agricole utilisée sur la commune a également diminué, passant de 2 333 ha en 1988 à 2 299 ha en 2020. Parallèlement la surface agricole utilisée moyenne par exploitation a augmenté, passant de 36 à 77 ha.

### Projet de centrale solaire
En 2021, est lancé le projet de centrale solaire au niveau du stade Roger Bourgarel. Le chantier est finalement réalisé au printemps 2023 et permet d'installer 8 100 m2 d'ombrières photovoltaiques qui permettront d'assurer l'alimentation en électricité à 1 700 habitants, soit près de 70 % de la population de la ville.

## Culture locale et patrimoine

### Pays de Cocagne
Le XVIe siècle a fait de Caraman la capitale du pays de Cocagne au centre du « triangle bleu » constitué par Albi, Toulouse et Carcassonne.
À cette période, la cité connaît l'âge d'or du pastel.

### Gastronomie
Le Cassoulet: plat traditionnel du Lauragais
Les Curbelets

### Langue occitane
L'occitan languedocien est la langue vernaculaire du Lauragais. C'était la langue principale jusqu'à la première moitié du XXe siècle.

### Lieux et monuments
- L'église Saint-Pierre.
- La halle.
- Le château du Croisillat.
- le lac de l'Orme Blanc.
- la mairie, chef-d'œuvre architectural des années 1960.

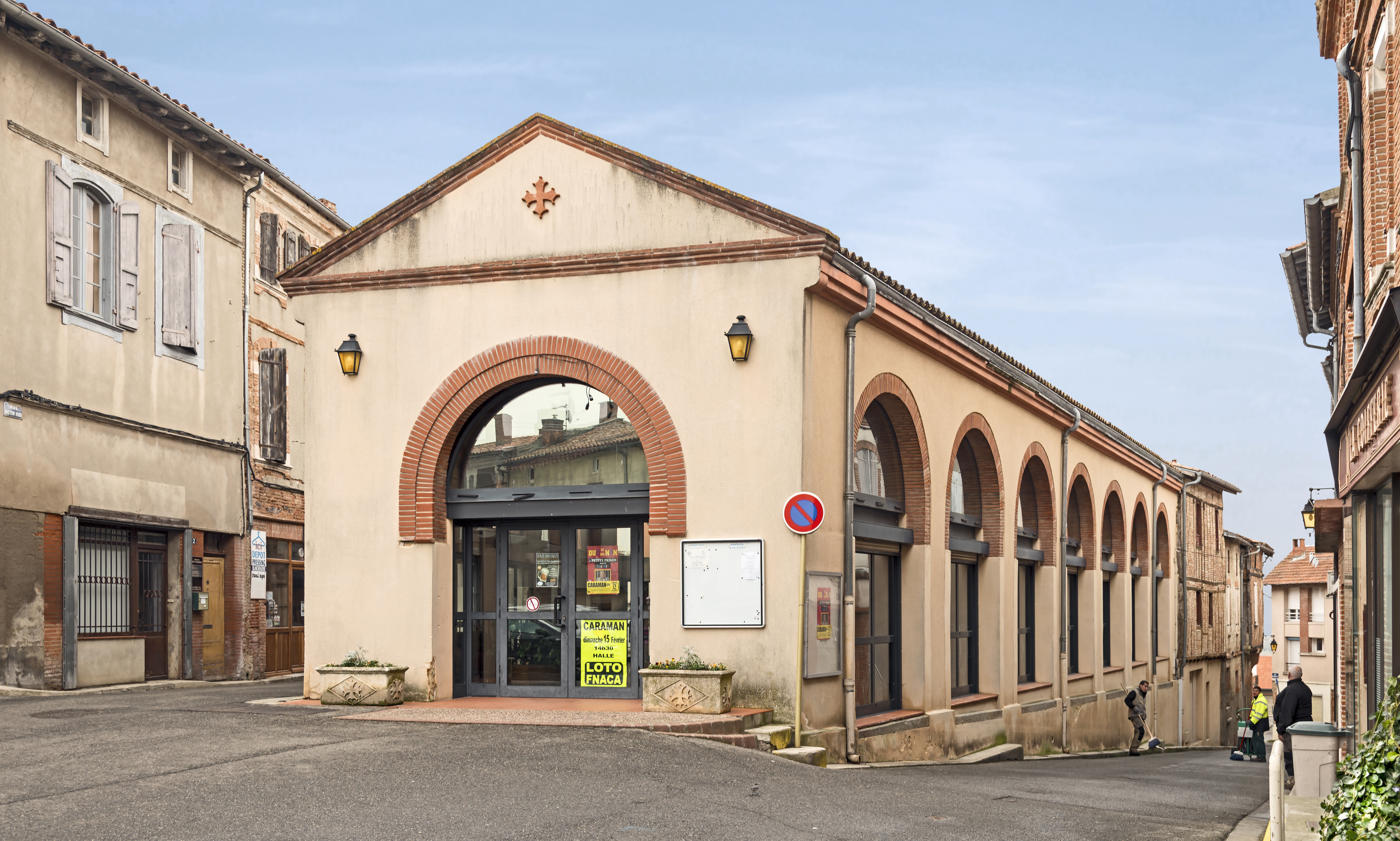
La halle.
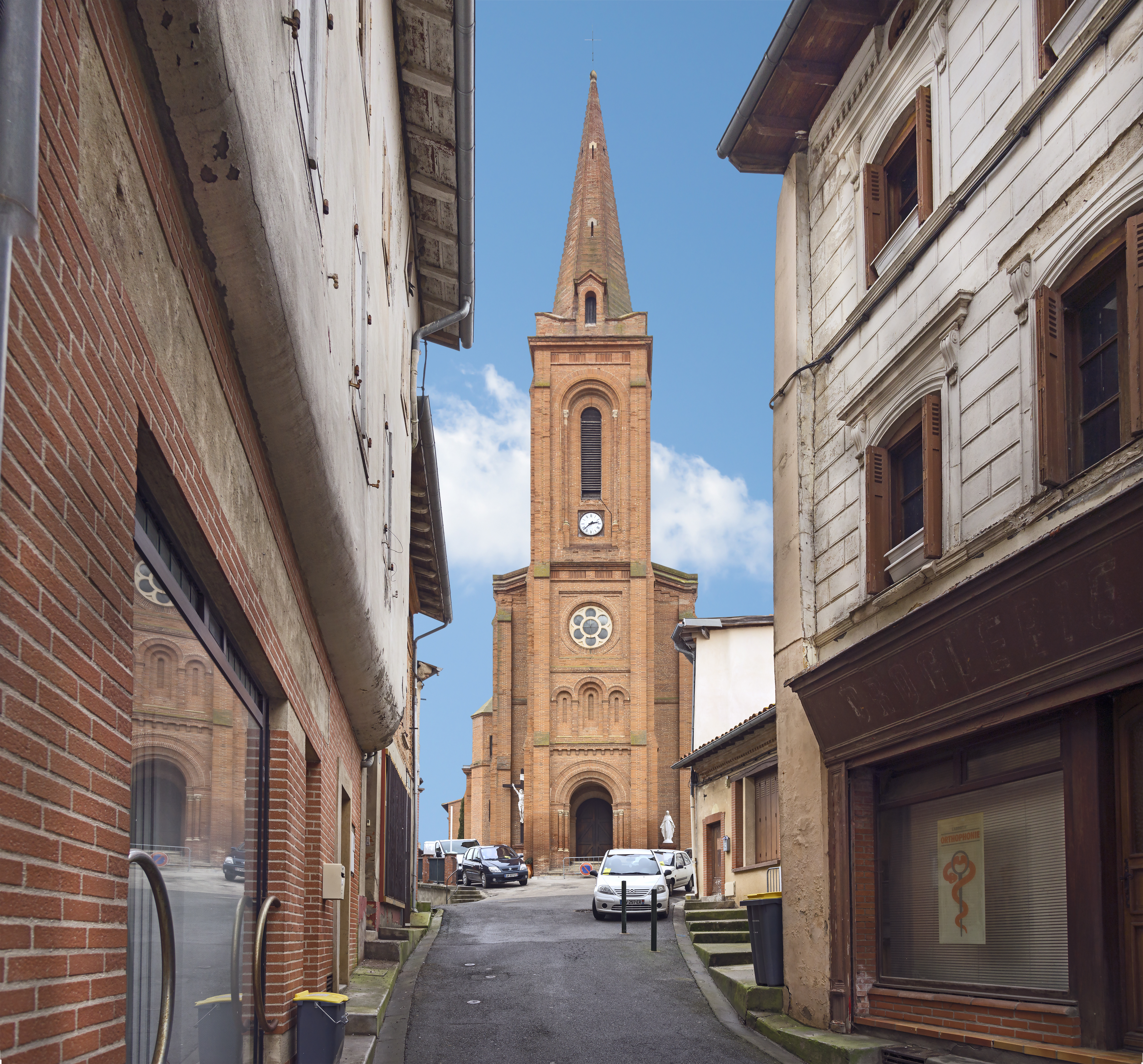
Le clocher de l'église Saint-Pierre.
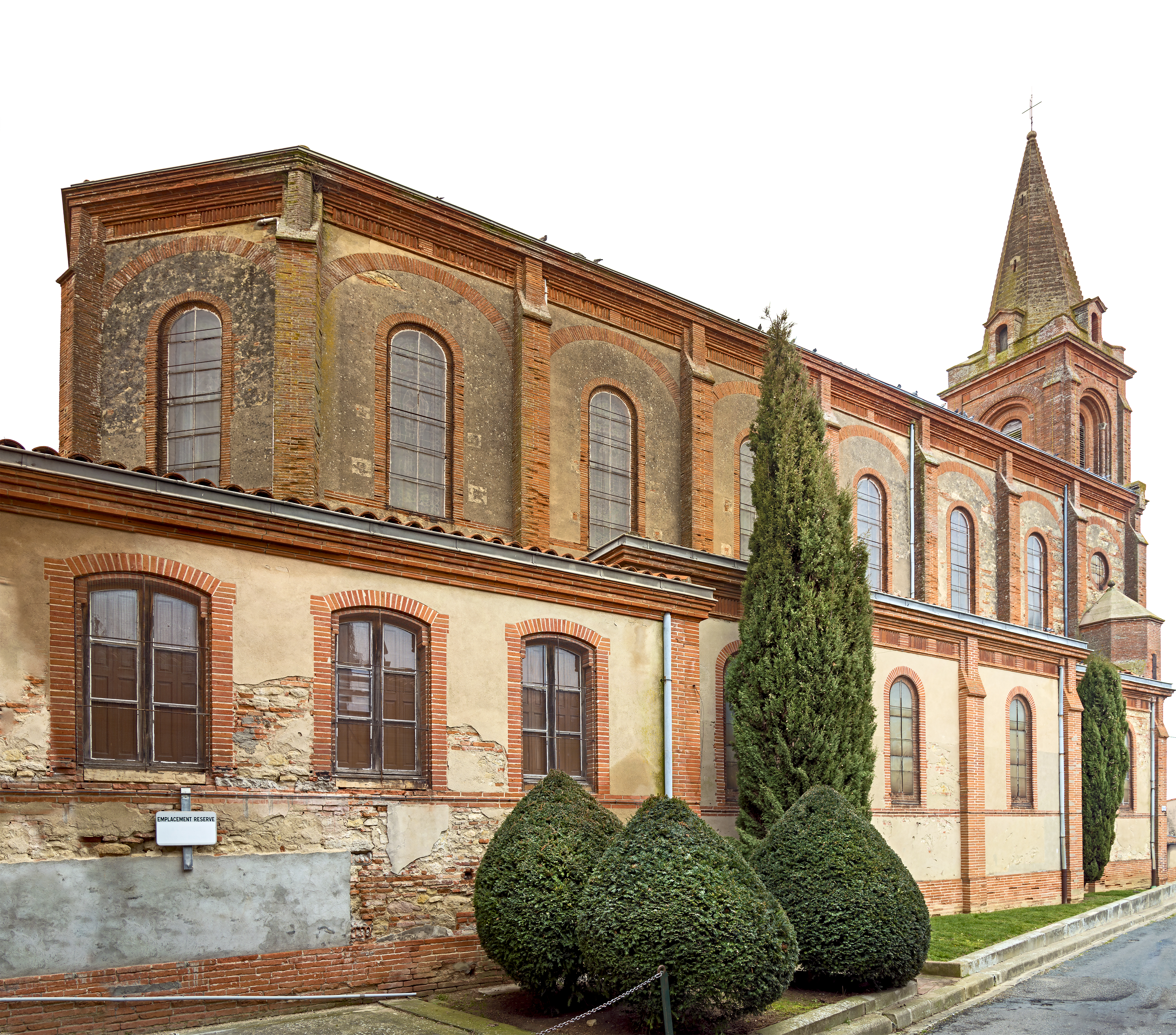
L'église Saint-Pierre.
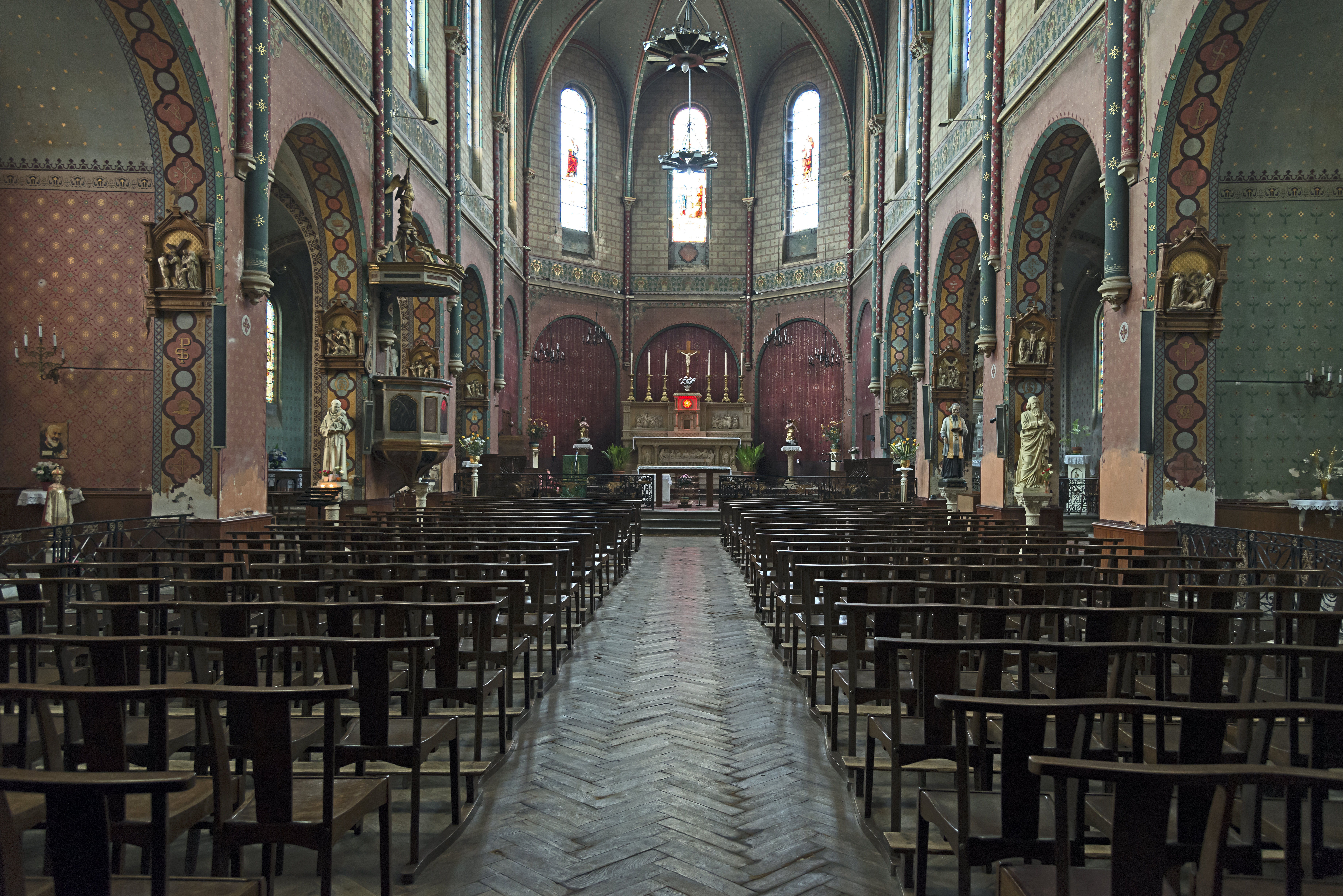
Vue de l'intérieur.
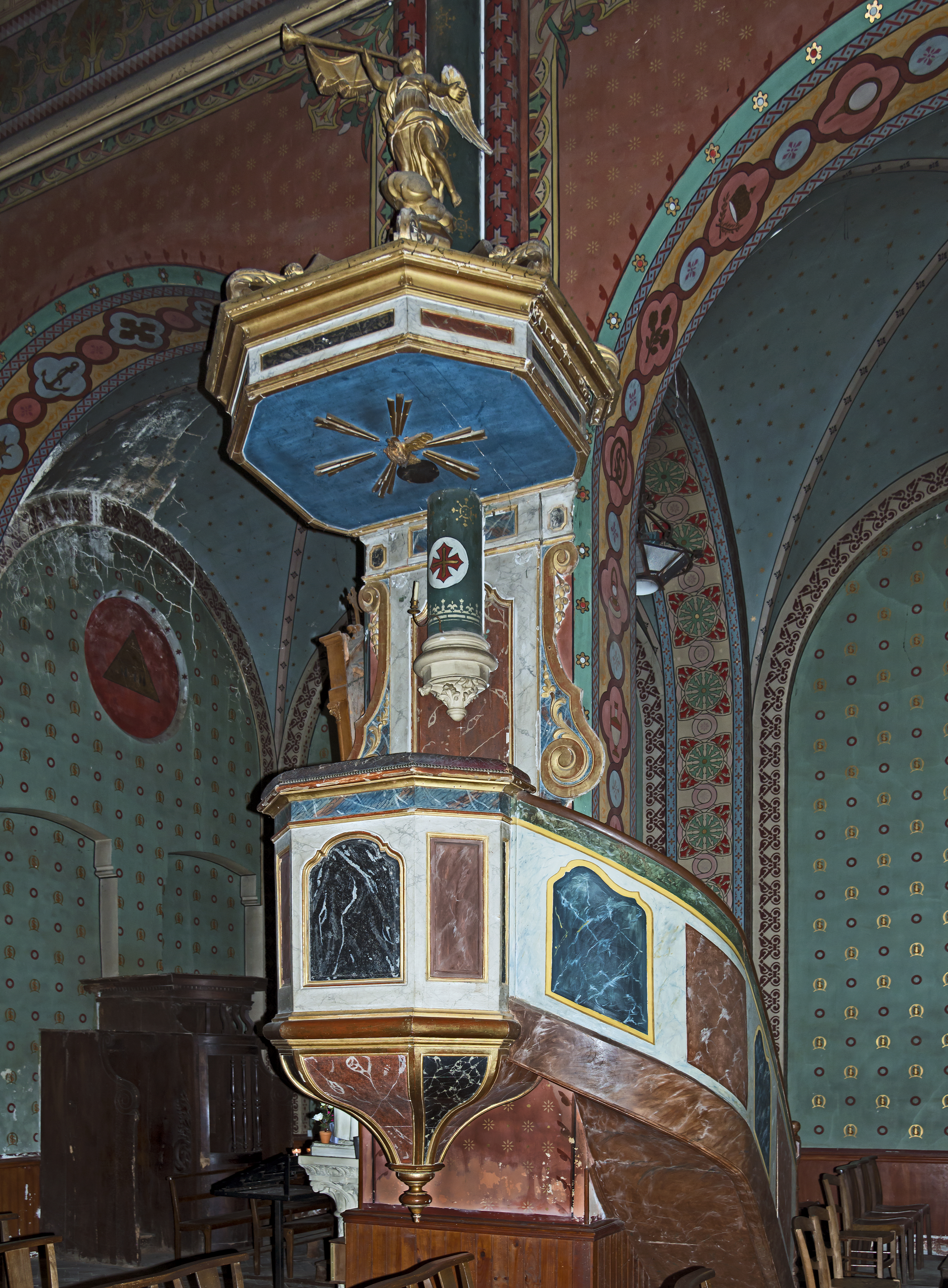
La chaire.

### Personnalités liées à la commune
- Pierre-Paul Riquet : comte de Caraman
- Prince de Chimay : prince de Caraman
- Louis Charles Victor de Riquet de Caraman
- Thérésa Tallien
- Adrien de Monluc
- Pierre Duèze
- Jean-Chrysostôme Calès, colonel du Premier Empire
- Maurice Gabriel de Riquet de Caraman
- Eugène de Malbos, peintre pyrénéiste de l'époque romantique[54]
- Jean Trantoul, (L'ainé dit Cheret Trantoul) en qualité de Marchand Pastelier (mercator Pastelli) Testament le 21 avril 1529 devant Jean de Queren notaire de Caraman[55]
- Roger Bourgarel, joueur de rugby international

## Pour approfondir